# Wyciąg (broń)

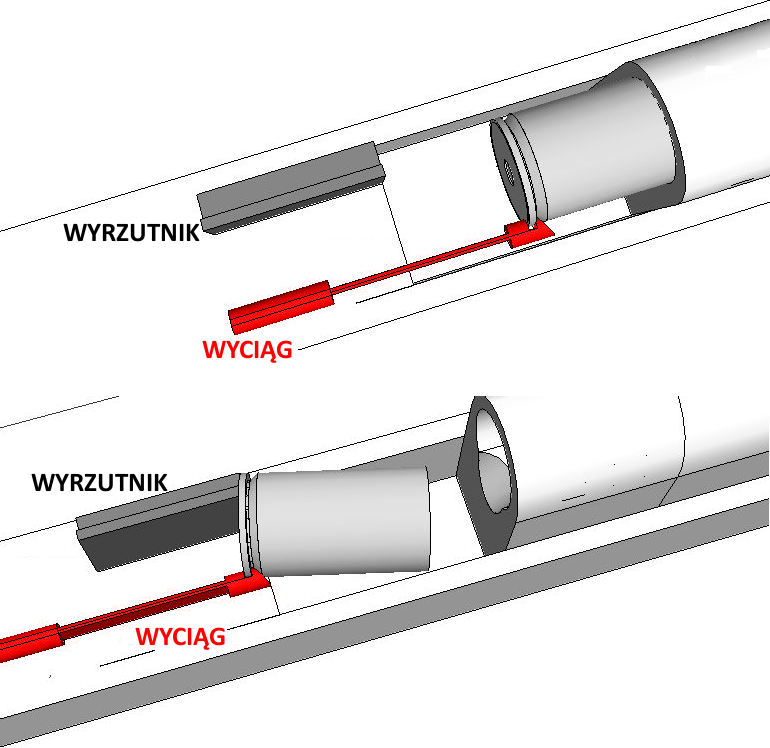
Łuska usuwana z komory nabojowej uchwycona przez pazur wyciągu

Wyciąg – element lub mechanizm, który odpowiada za wyciągnięcie łuski z komory nabojowej lufy po strzale (ekstrakcję).
Najczęściej stosowane są wyciągi sprężynujące, których pazury zazębiają się z kryzą podczas dosyłania naboju, tuż przed zamknięciem przewodu lufy przez zamek. 
W przypadku wyciągów sztywnych kryza jest wprowadzana w prowadnicę wyciągu podczas podawania lub donoszenia, kiedy odległość zamka od wlotu lufy jest większa od długości naboju.